# رشد ناهنجار دانه

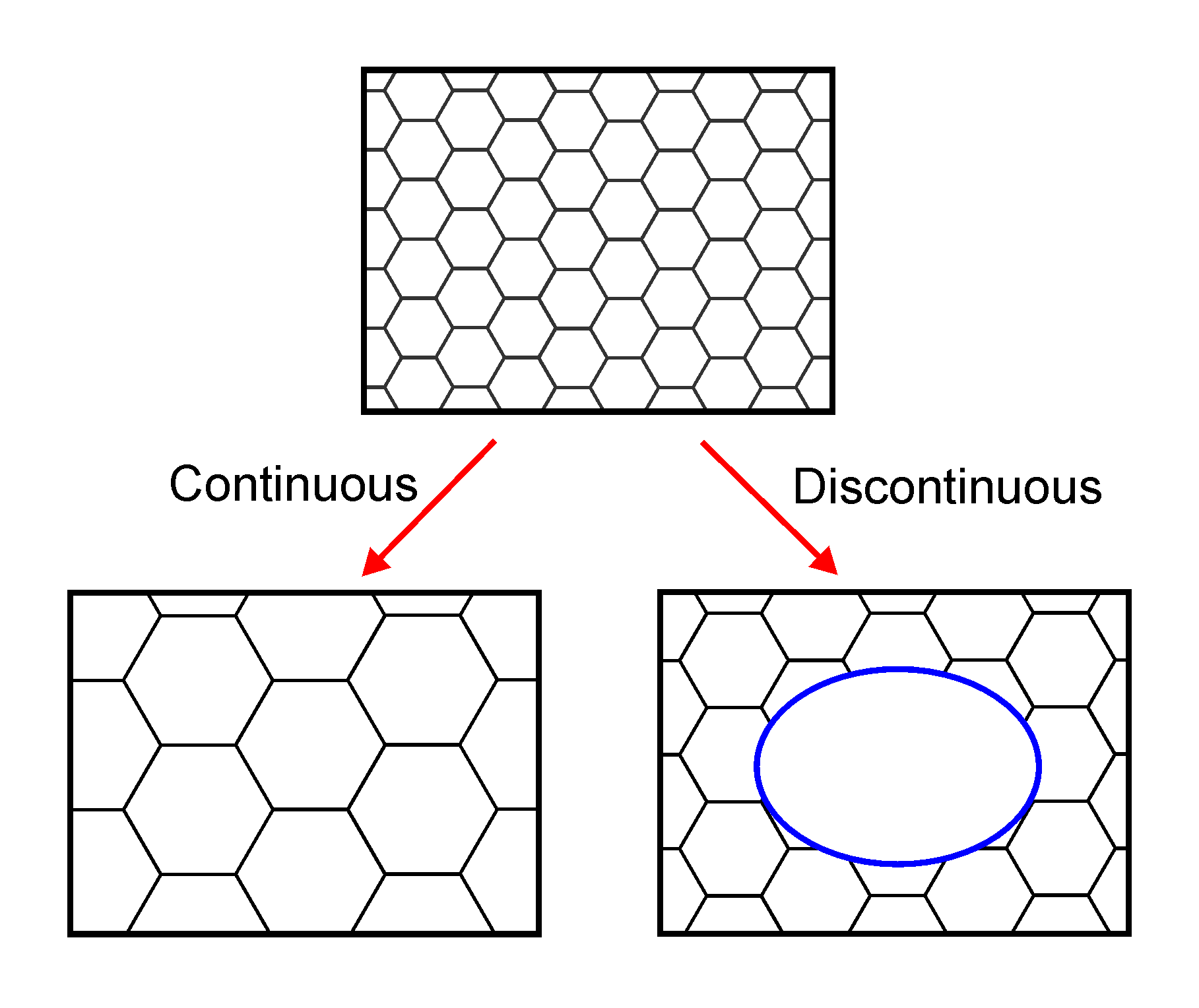
رشد ناهنجار دانه منجر به ریزساختار ناهمگن می‌شود که در آن تعداد محدودی از دانه‌ها خیلی سریعتر از بقیه رشد می‌کنند.

رشد غیرطبیعی یا ناهنجار دانه، که از آن به عنوان رشد غلیظ شده یا ثانویه تجدید ساختار دانه نیز یاد می‌شود، یک پدیده رشد دانه است که از طریق آن، برخی از دانه‌های انرژی مطلوب (کریستالیت‌ها) به سرعت در بافت دانه‌های ظریف رشد می‌کنند و منجر به توزیع اندازه دانه دو حالت می‌شود.
در مواد سرامیکی این پدیده می‌تواند منجر به شکل‌گیری دانه‌های منشور طولی، آکولیک (مانند سوزن) در یک ماتریس متراکم با پیامدهای بهبود چقرمگی شکستگی از طریق امپدانس انتشار ترک شود.

## تمایز
معمولاً یک چیز رشد دانه‌ها را از هم متمایز می‌کند: عادی یا غیرعادی بودن
در حالت اول رشد دانه‌ها در طول فرایند رشد یکسان باقی می‌ماند. در حالی که در حالت دوم تعدادی دانه بزرگ و غیرعادی رشد می‌کنند.
رشد غیرعادی دانه‌ها توجه روزافزونی را به خود جلب کرده‌است اما توسعه رشد غیرعادی دانه‌ها از حالت اولیه یک دست هنوز به‌طور کامل کشف نشده‌است. مدل‌های تئوری اصولاً دانه‌هایی از پیش موجود را با برتری‌هایی که به عنوان شرطی برای رشد غیرعادی دانه از آن یاد می‌شود را فرض می‌کنند. یک مدل قدیمی از این نوع که به عنوان پایه تحلیل‌های بعدی از آن یاد می‌شود مدل Gladman است. این برتری معمولاً اندازه بزرگتر است اما می‌تواند قابلیت بیشتر حرکت مرز یا در مورد فیلم‌های نازک سطح بالاتر انرژی نیز باشد. برای قرن‌ها باور مشترک بر این بود که رشد غیرعادی دانه می‌تواند در یک ماتریس که توسط ذرات در جای خود ثابت شده باشد توسعه یابد هنگامی که نیرویی که باعث این ثبات می‌شود تا حدودی کم شود. در عمل مشاهده می‌شود که رشد غیرعادی دانه‌ها از اندازه عادی و یکسان دانه‌ها آغاز می‌شود. همچنین شواهدی وجود دارد که نشان می‌دهد رشد عادی دانه‌ها به توسعه رشد غیرعادی دانه‌ها برتری  دارد؛ بنابراین به نظر می‌رسد که دانه غیرعادی می تواند از یک ماتریس که در آن هیچ دانه ای از نظر اندازه اولیه برتری نداشته باشد که بتواند منجر به رشد غیرعادی دانه شود. همچنین در این وضعیت‌ها رشد غیرعادی دانه‌ها معمولاً به صورت اتفاقی به وقوع می‌پیوندد. این یک عامل احتمالی را که بر رشد غیرعادی دانه‌ها تأثیر می‌گذارد را پیشنهاد می‌دهد؛ بنابراین یک دانه بزرگ که در شرایط معمولی به رشد عادی خود ادامه می‌دهد ممکن است در نتیجه یک عامل احتمالی، ناپایدار شود و به شکل غیرعادی رشد کند.

## مکانیزم‌ها
رشد غیرعادی دانه‌ها در فلزات یا سیستم‌های سرامیکی که یک یا چند خاصیت از خواص زیر را داشته باشند اتفاق می‌افتد.
1. حضور فاز دوم، رسوبات و ناخالصی‌هایی که از حد معینی بیشتر باشند.
2. ناهمسانگردی بالا در انرژی بین سطحی جامد/مایع یا انرژی مرز دانه‌ها (جامد/جامد) در مواد حجمی
3. ناهمسانگردی بالا در انرژی سطح در مواد فیلمی نازک
4. عدم تعادل شیمیایی بالا

گرچه حفره‌های زیادی در فهم بنیادی ما از پدیده رشد غیرعادی دانه‌ها باقی مانده‌است، اما در همه موارد رشد غیرعادی دانه‌ها در نتیجه سرعت محلی بالای جابه‌جایی‌ها اتفاق می‌افتد و با شکل‌گیری محلی مایع در مرز دانه‌ها توسعه می‌یابد.

## اهمیت
رشد غیرعادی دانه‌ها معمولاً به عنوان یک پدیده نامطلوب که در طی فرایند پختن مواد سرامیکی اتفاق می‌افتد شناخته می‌شود چرا که دانه‌های در حال رشد سریع ممکن است استحکام ماده را با اثر هال-پچ کاهش دهند.
اما معرفی دوپان‌ها که باعث رشد غیرعادی دانه‌ها به شکل کنترل شده می‌شوند می‌توانند باعث سخت الیاف شدن مواد سرامیکی شوند. در سرامیک‌های پیزوالکتریک پدیده رشد غیرعادی دانه‌ها می‌تواند باعث کاهش اثر پیزوالکتریک شود؛ بنابراین در این سیستم‌ها از رشد غیرعادی دانه‌ها جلوگیری می‌شود.

## تلاش‌های برخی دانشمندان در سال‌های اخیر
با این که هنوز فهم ما از پدیده رشد غیرعادی دانه‌ها در مراحل اولیه خود به سر می‌برد، در سال‌های اخیر تلاش‌های زیادی برای کاوش پدیده رشد غیرعادی دانه‌ها از طریق آزمایش‌ها و شبیه‌سازی رایانه ای در ابعاد گسترده انجام شده‌است که خلاصه برخی از آن‌ها به شرح زیر است:
(Zheng et al. (2013: او موفق شد مطالعاتی در ابعاد اتم حول رشد غیرعادی دانه‌ها در BaTiO3 انجام دهد. او این مطالعات را با میکروسکوپ‌های TEM و STEM انجام می‌داد. یک فاز بین دانه ای سرشار از تیتانیم و Ba4Ti10Al2O27در رشد غیرعادی دانه‌های BaTiO3 شناسایی شد که نشان دهنده لایه دوقلوی {۱ ۱ ۱} و مرز دانه‌های سطحی {۱ ۱ ۱} بود.
(Na et al. (2015: او آزمایش‌های رشد غیرعادی دانه‌ها را در آلیاژ آهن گالیم با هدف مطالعه اثر دانه‌های NbC روی مرز دانه‌های ثابت شده و پیشرفت رشد غیرعادی دانه‌ها در فرایند آنیل کردن انجام داد. او آستانه نیروی ثبات برای رشد غیرعادی دانه‌ها را از طریق اعمال نتایج آزمایش‌ها بر مدلی که بر پایه یکسان فرض کردن نیروی پیشران برای رشد دانه‌ها با نیروی کشش اسمیت-زنز به دست آورد.
(Frazier et al. (2015: او مدل Monte Carlo Potts را با هدف شبیه‌سازی رشد غیرعادی دانه‌های حاصل از تغییر حالت مرز دانه‌ها اصلاح کرد.. این مدل آزادی حرکت این مرزها را بر پایه همسایگی آن‌ها با صفر، یک یا چند مرز که قبلاً تغییر حالت داده بودند را افزایش داد. در نتیجه، شبیه‌سازی‌ها نشان می‌دهد که چگونه گسترش عادی تغییر حالت‌ها می‌تواند رشد غیرعادی دانه‌ها که در برخی سیستم‌های سرامیکی مشاهده می‌شود، را توجیه کند.

## سیستم‌های نمونه

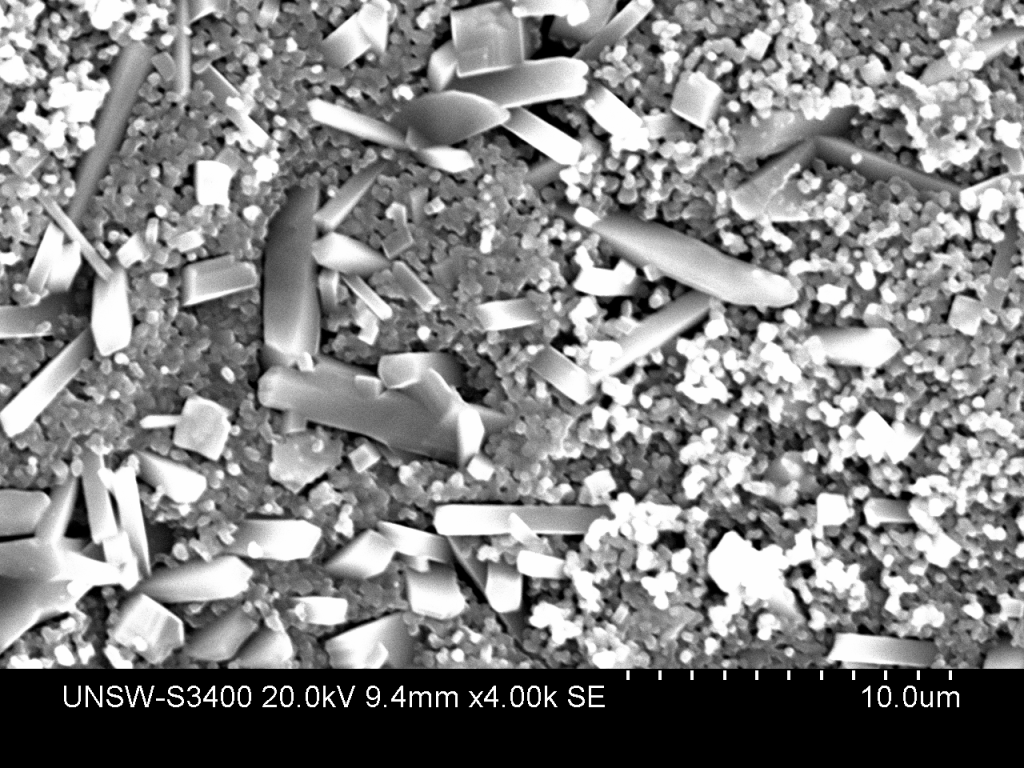
رشد غیرطبیعی دانه مشاهده شده در روتیل تیتانیوم دی‌اکسید، ناشی از وجود یک مرحله ثانویه زیرکن phase.

1. روتیل (TiO2) معمولاً عادت رشدی منشوری یا سوزنی از خود نشان می‌دهد. مشاهده شده‌است که در حضور دوپان‌های قلیایی یا دوپان ZrSiO4 جامد، روتیل از حالت خاصی از TiO2 به نام anatase در حالت دانه‌های غیرعادی بزرگ که در ماتریس‌های معادل anatase یا دانه‌های روتیل موجودند، شروع به کریستال شدن می‌کند.[۷]
2. Al2O3 با دوپان / ناخالصی‌های سیلیس یا ایتریا رشد غیرعادی دانه‌ها را به شکل نا مطلوب از خود نشان می‌دهد.[۱۱]
3. BaTiO3 باریم تیتانات با مقدار اضافی TiO2 رشد غیرعادی دانه‌ها را با اثرات شدیدی روی عملکرد پیزوالکتریک این مواد از خود نشان می‌دهد.[۸]
4. برای تنگستن کاربید نیز رشد غیرعادی دانه‌های سطحی در حضور فاز مایع شامل کبالت در مرز دانه‌ها گزارش شده‌است.[۱۲]
5. سیلیکن نیترید(Si3N4) بسته به توزیع اندازه ماده فاز β در یک α-Si3N4 پیشرو ممکن است از خود رشد غیرعادی دانه‌ها را نشان دهد. این نوع رشد ماده در مستحکم سازی مواد سیلیکن نیترید اهمیت دارد.[۱۳]
6. سیلیکن کاربید سختی شکست توسعه یافته که نتیجه فرایندهای رشد غیرعادی دانه‌ها که باعث تسلیم ترک رشد یافته نوک یا رد دانه‌های پلی که که نتایجی برای کاربردهای زره ضد گلوله دارد، را از خود نشان می‌دهد. این نوع استحکام شکست توسعه یافته که بر پایه ترک پلی سرامیک‌هایی که رشد غیرعادی دانه از خود نشان می‌دهند در توافق با اثرات مورفولوژیکی گزارش شده بر گسترش ترک در سرامیک هاست.[۱۴]
7. استرانسیم باریم نیوبات که در علم الکترواپتیک و کاربردهای نارسانایی استفاده می‌شود از خود رشد غیرعادی دانه نشان می‌دهد که با نتایج چشم‌گیری روی عملکرد الکترونیکی مواد همراه است.[۱۵]
8. سیستم‌های کلسیم تیتانات(CaTiO3, perovskite) که با BaO غنی شده‌اند رشد غیرعادی دانه‌ها را بدون تشکیل مایع به عنوان نتیجه رابط‌های polytype بین فازهای جامد از خود نشان می‌دهند.[۱۶]